# Samuel Lino
Samuel Dias Lino (sinh ngày 23 tháng 12 năm 1999) là một cầu thủ bóng đá chuyên nghiệp người Brasil hiện đang thi đấu ở vị trí tiền vệ cánh hoặc hậu vệ biên tấn công cho câu lạc bộ bóng đá Atlético Madrid tại La Liga.

## Sự nghiệp câu lạc bộ

### Sự nghiệp ban đầu
Sinh ra ở Santo André nhưng lớn lên ở São Bernardo do Campo, São Paulo, Lino chơi futsal cho một đội bóng địa phương trước khi gia nhập đội trẻ của São Bernardo FC vào năm 2016. Anh ra mắt đội một của São Bernardo FC vào ngày 21 tháng 5 năm 2017 khi vào sân thay người ở hiệp hai trong chiến thắng 1–0 trên sân khách trước Novo Hamburgo tại Série D.
Vào ngày 28 tháng 6 năm 2017, Lino gia nhập Flamengo theo dạng cho mượn đến tháng 10 năm 2018 và trở lại đội trẻ. Khoản cho mượn của anh đã bị cắt ngắn vào tháng 7 năm 2018 và anh được bổ nhiệm vào đội một của São Bernardo cho Copa Paulista. Anh ghi bàn thắng đầu tiên cho đội tuyển quốc gia vào ngày 25 tháng 8, ghi bàn thứ ba cho đội mình trong chiến thắng 3–1 trên sân nhà trước Santos B.

### Gil Vicente
Vào ngày 30 tháng 6 năm 2019, Lino chuyển sang nước ngoài và ký hợp đồng với Gil Vicente tại Primeira Liga. Anh có trận ra mắt chuyên nghiệp với câu lạc bộ trong chiến thắng 3–2 trước Desportivo Aves tại Taça da Liga vào ngày 3 tháng 8.
Lino ghi bàn thắng chuyên nghiệp đầu tiên vào ngày 2 tháng 2 năm 2020 trong trận thua 5–1 trên sân khách trước Moreirense. Mặc dù chỉ ghi hai bàn và chỉ có năm lần đá chính trong suốt mùa giải, anh vẫn gia hạn hợp đồng đến năm 2024 vào ngày 29 tháng 7 năm 2020. Ngay sau đó, anh bắt đầu ra sân thường xuyên hơn trong năm thứ hai và ghi tổng cộng 11 bàn thắng.
Lino đã ghi 12 bàn tại Primeira Liga 2021–22, bao gồm cả cú đúp trong chiến thắng 3–0 trên sân nhà trước Tondela vào ngày 8 tháng 5 năm 2022 để giúp Gil Vicente giành vị trí thứ năm chung cuộc và đồng thời suất tham dự UEFA Europa Conference League 2022–23.

### Atlético Madrid
Vào ngày 8 tháng 7 năm 2022, Lino gia nhập Atlético Madrid theo hợp đồng có thời hạn 5 năm.

#### Cho mượn tại Valencia
Vào ngày 28 tháng 7 năm 2022, Lino gia nhập Valencia theo dạng cho mượn kéo dài một mùa giải.

## Thống kê sự nghiệp
Tính đến 10 tháng 4 năm 2024
| Câu lạc bộ          | Mùa giải            | Giải vô địch        | Giải vô địch | Giải vô địch | Giải vô địch tiểu bang | Giải vô địch tiểu bang | Cúp quốc gia | Cúp quốc gia | Cúp Liên đoàn | Cúp Liên đoàn | Châu lục | Châu lục | Khác | Khác | Tổng cộng | Tổng cộng |
| Câu lạc bộ          | Mùa giải            | Hạng đấu            | Trận         | Bàn          | Trận                   | Bàn                    | Trận         | Bàn          | Trận          | Bàn           | Trận     | Bàn      | Trận | Bàn  | Trận      | Bàn       |
| ------------------- | ------------------- | ------------------- | ------------ | ------------ | ---------------------- | ---------------------- | ------------ | ------------ | ------------- | ------------- | -------- | -------- | ---- | ---- | --------- | --------- |
| São Bernardo        | 2017                | Série D             | 1            | 0            | 0                      | 0                      | —            | —            | —             | —             | —        | —        | —    | —    | 1         | 0         |
| São Bernardo        | 2018                | Paulista A2         | —            | —            | 0                      | 0                      | —            | —            | —             | —             | —        | —        | 17   | 4    | 17        | 4         |
| São Bernardo        | 2019                | Paulista A2         | —            | —            | 5                      | 0                      | —            | —            | —             | —             | —        | —        | —    | —    | 5         | 0         |
| São Bernardo        | Tổng cộng           | Tổng cộng           | 1            | 0            | 5                      | 0                      | —            | —            | —             | —             | —        | —        | 17   | 4    | 23        | 4         |
| Gil Vicente         | 2019–20             | Primeira Liga       | 20           | 2            | —                      | —                      | 2            | 0            | 4             | 0             | —        | —        | —    | —    | 26        | 2         |
| Gil Vicente         | 2020–21             | Primeira Liga       | 33           | 9            | —                      | —                      | 4            | 2            | —             | —             | —        | —        | —    | —    | 37        | 11        |
| Gil Vicente         | 2021–22             | Primeira Liga       | 34           | 12           | —                      | —                      | 2            | 2            | 2             | 0             | —        | —        | —    | —    | 38        | 14        |
| Gil Vicente         | Tổng cộng           | Tổng cộng           | 87           | 23           | —                      | —                      | 8            | 4            | 6             | 0             | —        | —        | —    | —    | 101       | 27        |
| Atlético Madrid     | 2022–23             | La Liga             | 0            | 0            | —                      | —                      | 0            | 0            | —             | —             | 0        | 0        | —    | —    | 0         | 0         |
| Atlético Madrid     | 2023–24             | La Liga             | 26           | 3            | —                      | —                      | 4            | 1            | —             | —             | 7        | 3        | 1    | 0    | 38        | 7         |
| Atlético Madrid     | Tổng cộng           | Tổng cộng           | 26           | 3            | —                      | —                      | 4            | 1            | —             | —             | 7        | 3        | 1    | 0    | 38        | 7         |
| Valencia (mượn)     | 2022–23             | La Liga             | 38           | 6            | —                      | —                      | 2            | 1            | —             | —             | —        | —        | 1    | 1    | 41        | 8         |
| Tổng cộng sự nghiệp | Tổng cộng sự nghiệp | Tổng cộng sự nghiệp | 152          | 32           | 5                      | 0                      | 14           | 6            | 6             | 0             | 7        | 3        | 19   | 5    | 203       | 46        |

1. ↑  Bao gồm Taça de Portugal và Copa del Rey
2. ↑  Bao gồm Taça da Liga
3. ↑  Appearances in Copa Paulista
4. ↑  Ra sân tại Campeonato Paulista Série A2
5. ↑  Ra sân tại UEFA Champions League
6. 1 2  Ra sân tại Supercopa de España

## Danh hiệu

### Câu lac bộ
Flamengo
- Copa São Paulo de Futebol Junior: 2018